# Chiră cenușie

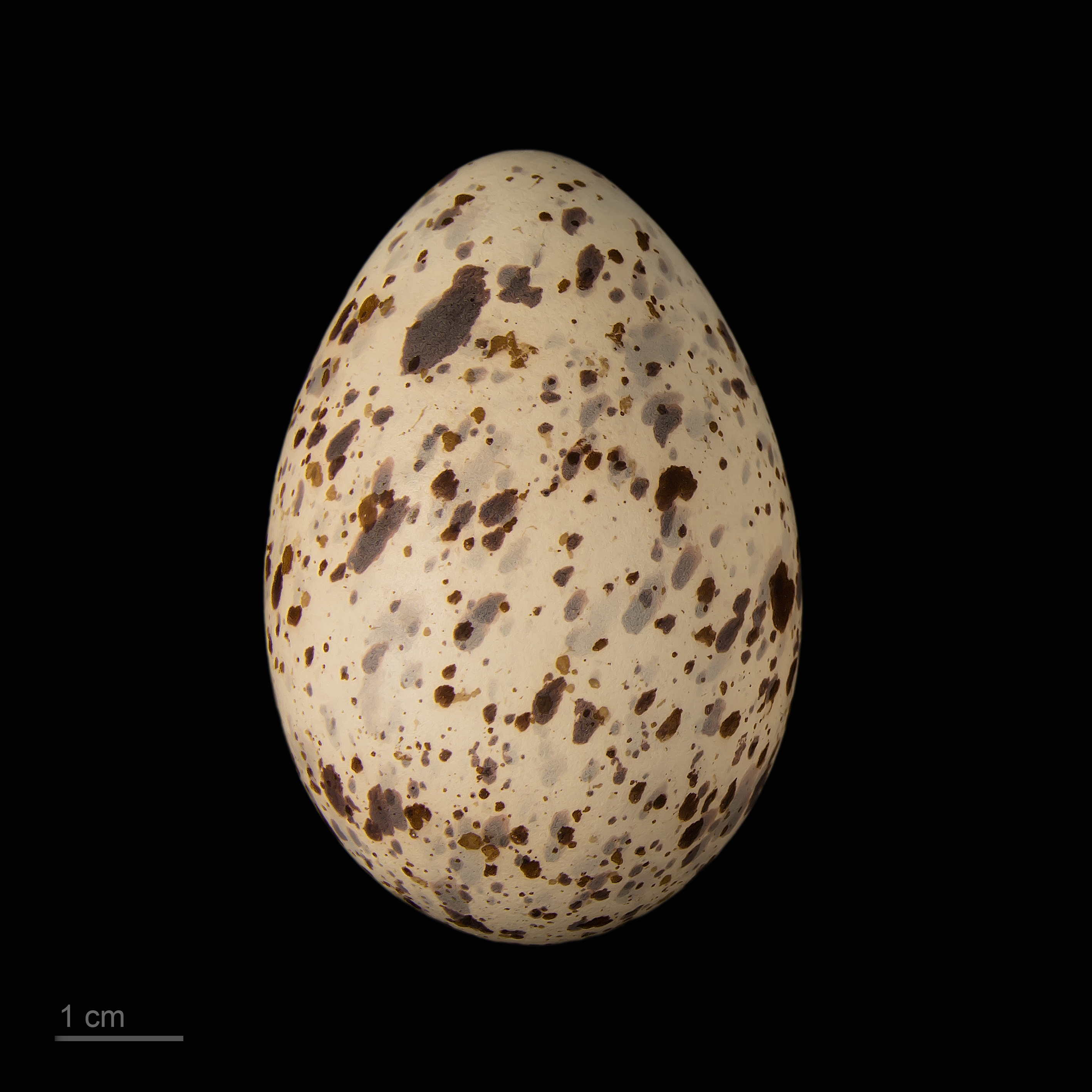
Onychoprion fuscatus - MHNT

Onychoprion fuscatus (numită anterior Sterna fuscata) este o pasăre din famila Sternidae (a „rândunicilor de mare” sau „chirighițelor”).

## Taxonomie
Subspecii:
- Onychoprion fuscatus fuscatus (Linnaeus, 1766)
- Onychoprion fuscatus nubilosus (Sparrman, 1788)
- Onychoprion fuscatus infuscatus (Lichtenstein, 1823)
- Onychoprion fuscatus oahuensis (Bloxam, 1826)
- Onychoprion fuscatus serrata (Wagler, 1830)
- Onychoprion fuscatus luctuosa (Philippi & Landbeck, 1866)
- Onychoprion fuscatus crissalis Lawrence, 1872
- Onychoprion fuscatus kermadeci Mathews, 1916
- Onychoprion fuscatus somaliensis